# André-François Miot de Mélito
André-François Miot de Mélito, född den 9 februari 1762 i Versailles, död den 5 januari 1841 i Paris, var en fransk greve och memoarförfattare.
Miot de Mélito var medlem av franska tribunatet och statsrådet samt följde 1806 Josef Bonaparte till Neapel som inrikesminister. Åren 1808–1813 tillhörde han Josefs omgivning i Spanien som intendent för kungliga huset. Sin ålderdom tillbragte Miot de Mélito i Paris under litterära sysselsättningar, översatte Herodotos (1822) och Diodorus Siculus (1835–1838) samt skrev Mémoires sur le consulat, l'empire et le roi Joseph (utkomna postumt 1858), vilket arbete åtnjuter gott anseende för sannfärdighet.